# Piedi d'argilla
Piedi d'argilla (Feet of Clay) è un romanzo fantasy comico dello scrittore britannico Terry Pratchett del 1996. Costituisce il terzo capitolo del ciclo della Guardia cittadina e il diciannovesimo romanzo ambientato nel Mondo Disco.
Il titolo si riferisce al colosso dai piedi d'argilla narrato dalla Bibbia (Daniele, 2: 31-35), ma anche all'argilla di cui sono costituiti i golem.

## Trama
Alla vendita di un golem, in circostanze decisamente sospette, seguono due omicidi e misteriosi e reiterati tentativi di avvelenamento del Patrizio, sempre a base di arsenico. 
Il comandante Vimes, il capitano Carota, il caporale Nobbs si trovano coinvolti in un complotto che, come in altri casi, mira a un riavvicendamento dei vertici di Ankh-Morpork. 

## Edizioni

### In italiano
- Terry Pratchett, Piedi d'argilla, traduzione di Antonella Pieretti, Salani, 2005,  p. 346, ISBN 978-88-8451-515-5.
- Terry Pratchett, Piedi d'argilla, traduzione di Antonella Pieretti, TEA, 2008,  p. 346, ISBN 978-88-502-1651-2.